# Svåsud
Svåsud er i nordisk mytologi sommerens gud.